# My Autumn
My Autumn ist eine Deathcore-Band aus dem russischen Sankt Petersburg.

## Geschichte
Ursprünglich wurde My Autumn von Musikern zwei verschiedener Bands, nach deren Auflösung im Oktober 2007 gegründet. Beide Bands spielten einen Metalcore-ähnlichen Sound. Die Gruppe besteht aus den Musikern Eugene Sergeew (Gesang), Mischa Petrow (Gitarre), Eugene Swetlow (Gitarre), Stas Kusin (Bassgitarre) und Pavel Korchagin (Schlagzeug). 2006 wurde von den Musikern eine Demo-CD veröffentlicht, allerdings entstand die Gruppe erst ein Jahr später.
Innerhalb der ersten sechs Monate spielte die Band bereits mit Despised Icon, Caliban, Carnifex, The Dillinger Escape Plan, Beneath the Massacre, Bleeding Through, Parkway Drive, Bring Me the Horizon, War from a Harlots Mouth, Darkest Hour und Architects.
2008 wurde die erste EP Inexpressible Words in Eigenregie produziert und herausgebracht. Nachdem die Gruppe einen Vertrag mit dem russischen Label Chaotic Noiz, welches zu CNP Records gehört, veröffentlichte die My Autumn am 22. November 2009 ihr Debütalbum The Lost Meridian. Eine geplante Europa-Tour musste die Gruppe im Juli 2009 absagen. Im selben Jahr erschien ihre Single Stereotypes.
Im April 2010 plante die Gruppe den erneuten Versuch einer Europa-Tour. Außerdem erschien die zweite Single On That Side of Dream. Als Vorgruppe von Betraying the Martyrs tourte My Autumn durch Deutschland, Russland, die Ukraine, Polen, Tschechien, der Schweiz, Österreich, Luxemburg, Belgien, Frankreich, den Niederlanden und Großbritannien gemeinsam mit Despite My Deepest Fear aus Großbritannien. Dies war auf der Breath In Life Tour, welche zwischen April und Mai 2011 stattfand.
Zwischen dem 26. Januar 2012 und dem 10. Februar 2012 tourte die Gruppe erstmals als Headliner durch Europa. Diese Tour hieß die Oblivion Era Eurotour, welche unter anderem vom FUZE Magazine und dem SLAM alternative music magazine gesponsert wurde. Am 7. März folgte eine Polen-Tour mit Annotations of an Autopsy, Frontside und Drown My Day, welche am 18. März endete. Die Tour hieß Deathcore Legion Tour. Zwischenzeitlich hat Schlagzeuger Mark Mironow die Band verlassen und schloss sich der französischen Deathcore-Band Betraying the Martyrs an, dessen Drummer die Band zuvor verlassen hatte. My Autumn hat inzwischen eine englischsprachige Version ihres zweiten Albums „Oblivion Era“ als Download veröffentlicht und sucht derzeit nach einem Label um das Album auf CD pressen zu können. Als Gastmusiker ist Alex Erian (Obey the Brave, ex-Despised Icon) zu hören.

## Diskografie

### Demos
- 2006: Demo 2006

### Singles
- 2009: Stereotypes
- 2010: On That Side of Dream
- 2012: Oblivion Era (feat. Alex Erian)

### EPs
- 2008: Inexpressible Words

### Alben
- 2009: The Lost Meridian (Chaotic Noiz)
- 2011: Oblivion Era (Chaotic Noiz)

### Musikvideos
- The Lost Meridian
- Faceless